# Khri ma lod
Khri ma lod eller Thrimalö, död 712, var en tibetansk kejsarinna, gift med Mangsong Mangtsen. Hon var förmyndarregent för sin son Tridu Songtsen 675–689, och för sin sonson Mé Aktsom 704–712.